# David Blanes
David Blanes (Amsterdam, 15 september 1909 - Concentratiekamp Mauthausen, 22 april 1945) was Engelandvaarder en slachtoffer van de Holocaust.

## Biografie
David was zoon van Jacob Blanes (1877-1943), chazan bij de Portugese synagoge in Den Haag, en Eva Polak (1878-1934). 
Toen Nederland betrokken raakte bij de Tweede Wereldoorlog, was David boekhouder in Amsterdam. Vanwege zijn Joodse achtergrond vluchtte hij met onder meer Engelandvaarders Ferry Staverman, Johannes Sinnige, Chris van Oosterzee en Sam Timmers Verhoeven via de zuidelijke vluchtroute. De tocht ging over  Parijs en Toulouse naar het zuiden van Frankrijk, om via de Pyreneeën de neutrale Spaanse Staat en vervolgens Engeland bereiken.
Tijdens de voettocht door de Pyreneeën werd het konvooi verraden en op 6 februari 1944 rond 11 uur 's ochtends, in een berghut bij Col de Portet-d'Aspet door een nazi-patrouille opgewacht. Sommigen wisten te ontsnappen, maar het merendeel werd overmeesterd en gearresteerd. 
Na op 8 februari 1944 door de nazi-grenspolitie van het commissariaat Foix aan verhoor te zijn onderworpen, werden ze naar gevangenissen en concentratiekampen gedeporteerd.

Hierbij was ook Blanes, die werd overgebracht naar concentratiekamp Mauthausen. Hij werd er tewerkgesteld en stierf op 35-jarige leeftijd.